# Enllaç per termocompressió

Animació del procés d'enllaç per compressió.

L'enllaç per termocompressió descriu una tècnica d'unió d'oblies i també es coneix com a unió per difusió, unió per pressió, soldadura per termocompressió o soldadura d'estat sòlid. Dos metalls, per exemple, or(Au) - or(Au), es posen en contacte atòmic aplicant força i calor simultàniament. La difusió requereix un contacte atòmic entre les superfícies a causa del moviment atòmic. Els àtoms migren d'una xarxa cristal·lina a una altra basant-se en la vibració de la xarxa cristal·lina. Aquesta interacció atòmica uneix la interfície. El procés de difusió es descriu mitjançant els tres processos següents:
- difusió superficial.
- difusió del límit del gra.
- difusió a l'engròs.

Aquest mètode permet que l'estructura interna protegeixi paquets de dispositius i estructures d'interconnexió elèctrica directa sense passos addicionals al costat del procés de muntatge en superfície.
Els materials més establerts per a l'enllaç per termocompressió són el coure (Cu), l'or (Au) i l'alumini (Al) a causa de les seves altes velocitats de difusió. A més, l'alumini i el coure són metalls relativament tous amb bona ductilitat.
L'enllaç amb Al o Cu requereix temperatures ≥ 400 °C per assegurar un segellat hermètic suficient. A més, l'alumini necessita una gran deposició i requereix una força aplicada elevada per penetrar l'òxid superficial, ja que no és capaç de penetrar a través de l'òxid.
L'enllaç per termocompressió està ben establert a la indústria CMOS i realitza dispositius integrats verticals i producció de paquets de nivell d'hòsties amb factors de forma més petits. Aquest procediment d'enllaç s'utilitza per produir sensors de pressió, acceleròmetres, giroscopis i MEMS de RF.